# Nelson (Nouvelle-Zélande)
Pour les articles homonymes, voir Nelson.
Nelson (en maori de Nouvelle-Zélande : Whakatū) est une ville située à l'est de la baie de Tasman, dans l'île du Sud. C'est la capitale de la région de Nelson, la plus petite de Nouvelle-Zélande.
Nelson est la plus vieille ville de l'île du Sud et la deuxième plus vieille ville de Nouvelle-Zélande, elle a été fondée en 1841 et a été officiellement reconnue comme ville en 1858 par charte royale.
La ville de Nelson a une population d'environ 50 000 habitants faisant d'elle la douzième ville la plus peuplée de Nouvelle-Zélande
Nichée entre mer et montagne, elle attire chaque année de nombreux touristes. Grâce à un fort ensoleillement et à un climat agréable, l'arrière pays cultive les olives, les vignes, le houblon et de nombreuses variétés de fruits. Le port de Nelson joue également un rôle important pour l'économie régionale.

## Étymologie
Nelson fut nommée ainsi en hommage à l'amiral Horatio Nelson qui a vaincu les flottes françaises et espagnoles lors de la bataille de Trafalgar en 1805. Dans le reste de la ville, beaucoup de rues et de lieux publics portent des noms de personnes ou de navires en lien avec cette bataille et la rue Trafalgar est la rue commerçante principale de la ville. Les habitants de Nelson sont les Nelsonians.
Le nom māori de Nelson, Whakatū, signifie « construire », « bâtir », ou « fonder ».
En langue des signes néo-zélandaise, le nom de la ville est signé en plaçant l'index et le majeur ensemble et en les levant vers le visage jusqu'à toucher le dessus du nez, puis en tendant la main de façon que les doigts pointent légèrement vers le haut.

## Histoire

### Premières colonies
La colonisation de Nelson par les Māoris a commencé il y a environ 700 ans. Il a été prouvé que les plus anciennes colonies de Nouvelle-Zélande ont débuté autour des régions de Nelson-Marlborough. Les tribus les plus anciennes identifiées dans la région de Nelson étaient les Ngāti Kuia, Ngāti Tūmatakōkiri, Ngāti Apa et Rangitāne.
Des raids organisés par des tribus de l'île du Nord dans les années 1820, menés par Te Rauparaha et sa tribu, les Ngāti Toa, ont ensuite décimés les populations locales avant de rapidement déporter les survivants.

### Droit des femmes
Jane Maria Atkinson s'installe à Nelson avec sa famille en 1867. Elle s'engage pour promouvoir le suffrage féminin, fait campagne pour la création d'un collège de filles et anime un groupe de débats. La faculté Nelson College for Girls ouvre en 1883. En 1893, la Nouvelle-Zélande est le premier pays au monde à instituer le droit de vote des femmes.

## Climat
Nelson possède un climat océanique (Köppen: Cfb), avec des étés agréables et des hivers frais. Les temps montent jusqu'à 22,7 ºC en février et 12,7 ºC en juillet; tandis que les temps minimales descendent jusqu'à 13,7 ºC en février et 2,6 ºC en juillet. Les précipitations annuelles sont modérées: environ 976,1 mm et il y a en moyenne 93.3 jours pluvieux. L'hiver est la saison la plus imprévisible, lorsque des coups des vents, des tempêtes et des gels sont plus fréquents. Nelson a l'un des climats le plus ensoleillés de tous les grandes centre de la Nouvelle-Zélande, parce que la ville se profite de 2497,1 heures d'ensoleillement par année.
| Mois                                            | jan.  | fév.  | mars  | avril | mai  | juin  | jui.  | août  | sep.  | oct.  | nov.  | déc.  | année   |
| ----------------------------------------------- | ----- | ----- | ----- | ----- | ---- | ----- | ----- | ----- | ----- | ----- | ----- | ----- | ------- |
| Température minimale moyenne (°C)               | 13,7  | 13,7  | 11,7  | 9     | 6,3  | 3,5   | 2,6   | 4     | 6,1   | 8,2   | 9,9   | 12,5  | 8,4     |
| Température maximale moyenne (°C)               | 22,5  | 22,7  | 21,2  | 18,4  | 16   | 13,4  | 12,7  | 13,6  | 15,2  | 17,2  | 19    | 20,9  | 17,7    |
| Record de froid (°C)                            | 2,8   | 2,8   | −0,2  | −2,8  | −3,9 | −6,6  | −6,1  | −5,8  | −3,7  | −1,7  | −1    | 1,2   | −6,6    |
| Record de chaleur (°C)                          | 33,3  | 36,3  | 29,4  | 26,9  | 22,9 | 20    | 19,5  | 21,1  | 24,3  | 26,9  | 28,9  | 31,1  | 36,3    |
| Ensoleillement (h)                              | 264,6 | 238,8 | 230,8 | 191,9 | 176  | 145,4 | 159,6 | 183,9 | 192,5 | 228,3 | 242,6 | 242,7 | 2 497,1 |
| Précipitations (mm)                             | 73,2  | 62,8  | 71,1  | 84,9  | 87,7 | 99,5  | 78,6  | 83,8  | 84,6  | 89    | 67,9  | 93    | 976,1   |
| dont nombre de jours avec précipitations ≥ 1 mm | 6,8   | 5,3   | 6,1   | 7,3   | 7,4  | 8,7   | 7,7   | 9,2   | 9,8   | 8,9   | 7,5   | 8,6   | 93,3    |
| Humidité relative (%)                           | 73,6  | 77,4  | 81,1  | 83,2  | 87,9 | 89,8  | 90    | 86,9  | 78,7  | 76,2  | 71,3  | 72,5  | 80,7    |

## Sport
- Basket-ball: Nelson Giants
- Rugby à XV: Tasman Rugby Union
- Cyclisme : les coureurs George Bennett et Finn Fisher-Black sont originaires de Nelson.